# Макіма
Макіма (яп. マキマ) — вигаданий персонаж з манґи Chainsaw Man авторства Тацукі Фуджімото. Вона є головною антагоністкою першої частини, арки Бюро громадської безпеки, та наглядачкою головного героя Денджі. Вона обіцяє йому їжу та притулок в обмін на покору, погрожуючи смертю у разі відмови. Протягом першої частини Макіма очолює четвертий відділ мисливців на демонів при Бюро громадської безпеки, маніпулює подіями за лаштунками та поступово розкриває свою справжню сутність.
В аніме-адаптації її озвучує Томорі Кусунокі. Критики й оглядачі високо оцінили персонаж за поєднання загадкової природи та елементів жаху з м’якою жіночністю та турботливим образом. З моменту її появи в манзі Макіма стала однією з її найвідоміших і найпопулярніших персонажів, з’являючись у різноманітному мерчі та на спільних заходах.

## Створення
За словами автора серії Тацукі Фуджімото, Макіма була першим персонажем у Chainsaw Man, якого він чітко уявив як «зсередини, так і ззовні» — як образ, що уособлює «домінування». Вона була натхненна персонажем Бентен із роману The Eccentric Family, перейнявши її суть як «незбагненної істоти», що стоїть вище за людей і приховує власний «смуток». Ім’я Макіма також є грою слів, пов’язаною з концепцією серії про бензопили, як ріжучі інструменти: якщо «вирізати» склад 「キ」(«кі») з її імені, вийде слово «мама», що відображає прагнення головного героя Денджі до «материнських речей». Фінальна битва між Денджі та Макімою була заснована на романі Kizumonogatari.

### Сейю
Томорі Кусунокі стала сейю Макіми в аніме-серіалі. До того, як отримати цю роль, Кусунокі була палкою фанаткою Макіми у манзі, навіть молилася перед її фотографією та вівтарем під час проходження кастингу. Вона захоплювалася Макімою як дорослою жінкою, яка «ніколи не поспішає» і залишає «місце для всього».

## Поява
Макіма — це Демон Контролю, істота, що виникла з людського страху перед контролем. Вона має вигляд молодої жінки з жовтими очима, обрамленими червоними концентричними колами, і довгим рудим волоссям, зібраним у одну косу. Зазвичай її можна побачити у формі мисливця на демонів із Бюро громадської безпеки, що нагадує форму охоронця. У такому вигляді Макіма видає себе за людину, що має контракт з невідомим демоном, а не за справжнього демона. Вона використовує свій грізний, але водночас м’який образ, щоб приховати свою справжню природу маніпуляторки, яка понад усе прагне контролювати світ і позбутися концепцій, які вважає його «злом». Протягом серії Макіма демонструє низку надздібностей: розчавлює голови цілей за допомогою жестів рук у телекінетичному ритуалі з людськими жертвоприношеннями, використовує щурів і ворон для шпигунства, стріляє з пальця, як із пістолета, а найголовніше — володіє контролем розуму (хоча ця здатність проявляється лише після розкриття її справжньої природи).
Макіма з’являється наприкінці першої глави та першого епізоду Chainsaw Man, пропонуючи головному героєві Денджі їжу та притулок в обмін на його послух, ставлячись до нього ніби до собаки, і погрожуючи полювати на нього як на демона, якщо той відмовиться підкорятися. Протягом серії Макіма виступає як наставниця Денджі, дражнячи його обіцянками романтичних і сексуальних стосунків, дає йому роботу в Бюро громадської безпеки і допомагає створити знайдену сім’ю з іншими мисливцями на демонів — Акі Хаякавою та Павер. Хоча моральні принципи та цілі Макіми довго залишаються неясними, згодом вона виявляється Демоном Контролю і справжньою головною загрозою для Денджі. У хитрому плані, щоб пробудити справжню Людину-бензопилу, яка мешкає всередині Денджі у вигляді його песоподібного компаньйона Почіти, Макіма вбиває найважливіших для Денджі людей і руйнує його нове життя, доводячи його до відчаю. Незважаючи на її найсильніші зусилля підкорити Людину-бензопилу або бути поглиненою ним, Денджі і Почіта здатні перемогти Макіму, приготувавши і з’ївши її тіло як акт «кохання», що спричиняє реінкарнацію Демона Контролю в нову істоту на ім’я Наюта (яп. ナユタ, Nayuta). У наступних розділах розповідається, що Демон-Контролю є одним із чотирьох вершників Апокаліпсису, поряд з Війною (Йору), Голодом (Кіга) та тоді ще нерозкритою Смертю.

## Сприйняття та культурний вплив

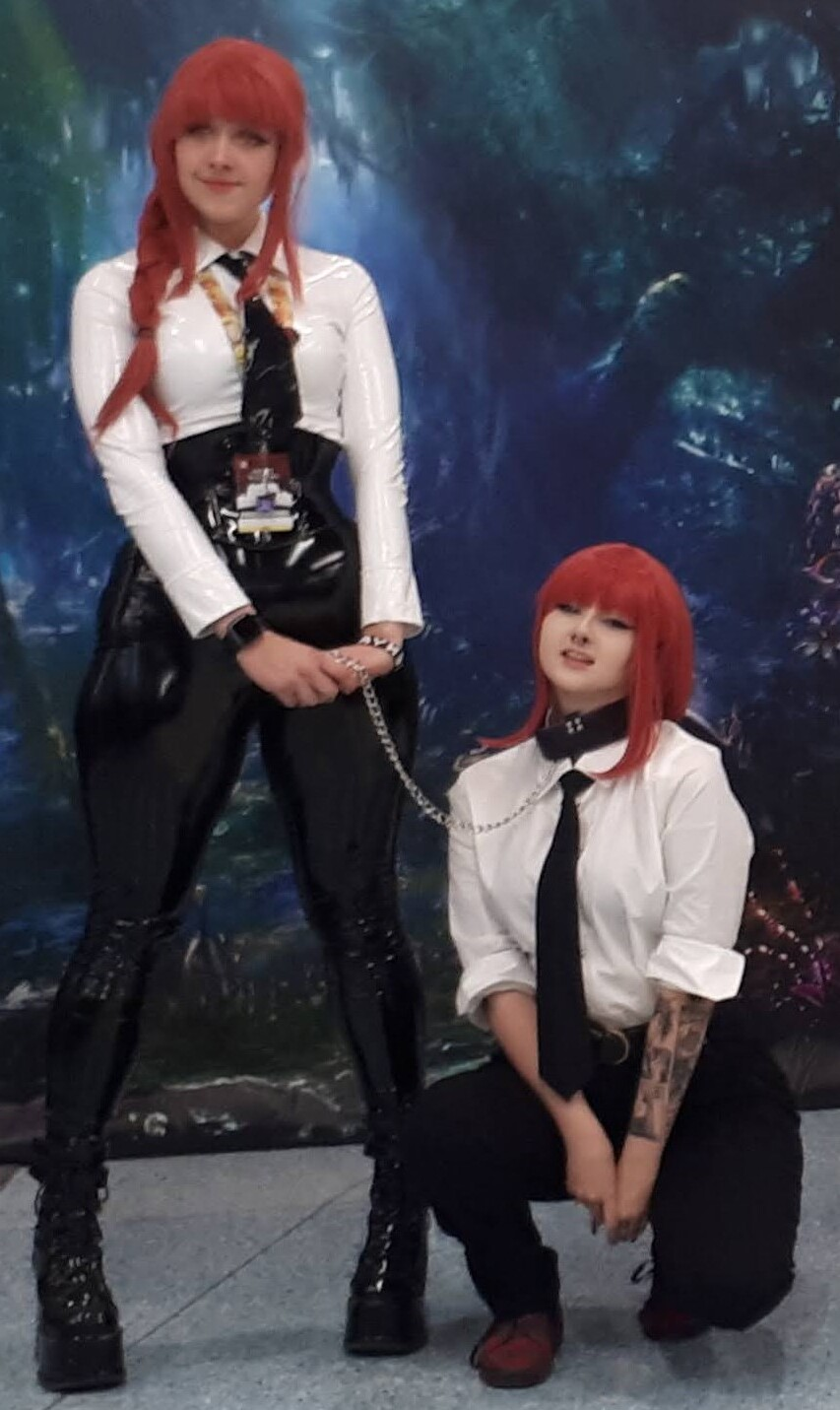
Макіма часто асоціюється з повідцями в косплеї та фанарті, що символізує її використання ланцюгів як засобу контролю розуму, а також ставлення до інших як до собак.

Макіма отримала позитивні відгуки від критиків манґи та аніме Chainsaw Man. Луї Кемнер звернув увагу на популярність і впізнаваність Макіми, зазначивши: «Вона може бути монстром, але фанати все одно її люблять». Кемнер порівнював «егоїстичні» цілі та вчинки Макіми з більш співчутливими мотиваціями інших персонажів серії, а також зіставляв її стосунки з Денджі зі зв’язками Сатору Годжьо та Юджі Ітадорі в Jujutsu Kaisen, а також Джіраї та Наруто Удзумакі в Naruto. Скайлер Аллен підкреслив «очевидну доброту» Макіми по відношенню до Денджі, протиставляючи це іншим його взаємодіям у серії. Він виділив стосунки Денджі з Макімою як «по-справжньому інтимний момент» з його точки зору, на відміну від інших взаємодій, що є «винятково транзакційними», незважаючи на драматичну іронію того, що глядачі розуміють злу природу Макіми.
Кестрел Свіфт описала Макіму як «красивого персонажа» з «теплом», яке вона доповнює «доволі садистськими нахилами». Звертаючи увагу на її поведінку протягом серії, Свіфт зазначила, що наратив подає Макіму як «найвеличнішу силу добра», але при цьому є єдиним із чотирьох головних персонажів, якому глядач не може цілком довіряти. Вона виділила її як «страшну», «загадкову» та «ймовірну [...] соціопатку». Рафаель Мотомайор похвалив Макіму як «одного з найкращих персонажів у вже досить феноменальному серіалі», а також як «розумний варіант архетипового жіночого аніме-персонажа», що вирізняється своєю зловісною та маніпулятивною природою. Особливо Мотомайор відзначив сцену з 9-го епізоду аніме, де вона використовує ритуальні рухи руками та людські жертви, щоб вбити агентів Демона-Зброю, назвавши її однією з наймоторошніших і найстрашніших сцен у серії. Свіфт порівняла сили Макіми в тій самій сцені з Death Note, протиставляючи її «граціозні» рухи рук «жахливим» смертям її жертв.
В опитуванні популярності манґи Макіма посіла шосте місце. В іншому опитуванні вона посіла друге місце, цього разу поступившись Акі Хаякаві. Макіма з'явилася в Goddess of Victory: Nikke в рамках кросоверу Chainsaw Man разом із Павер та Хімено, першому з багатьох кросоверів, які проводитиме ця гра. Макіма була зображена на товарах Chainsaw Man, включаючи колекційні фігурки та одяг.